# Дело при Гернефорсе
Дело при Гернефорсе — сражение Русско-шведской войны, которое состоялось 22 июня (4 июля) 1809 в районе Хёрнефорса (Гернефорс, Вестерботтен, Швеция).

## Перед сражением
После битвы при Шелефте отряд графа Шувалова занял Умео, выдвинув авангард подполковника Карпенко. Шведы под начальством Сандельса, расположились за рекой Эре (Öreälven). Шувалов, по болезни, сдал начальство генерал-майору Алексееву. До первых чисел июня шведы не тревожили расположения русских войск; но затем, желая вынудить русских очистить шведскую территорию, открыли действия против русских сообщений с Кваркеном (куда направили 4 фрегата и отряд гребной флотилии) и высаживали в тылу расположения Алексеева отряды, беспрестанно тревожившие квартиры и сообщения.
Положение Алексеева (удалённого на 600 км от основной базы в Улеаборге, с прерванными сообщениями морем и сухим путём) было настолько критическое, что он испрашивал разрешение отступить, но получил строжайшее повеление императора Александра I держаться возле Умео во что бы то ни стало. В это время, пользуясь разливом реки Умео, Сандельс задумал напасть на авангард Алексеева.
Отряд последнего занимал Умео, имея авангард в 10 км впереди города. В июне от растаявших снегов на Лапландских горах разлилась река Умеэльвен и повредила мост у Умео между авангардом и главными силами отряда Алексеева. Узнав о повреждении моста и полагая возможным разбить авангард до прибытия к нему подкреплений из Умео, Сандельс решился атаковать его и начал готовиться к выступлению.
Генерал Алексеев, получив от местной шведки сведения об этом, решил предупредить шведов нападением, исправил мост и приказал генералу Казачковскому атаковать с пехотными полками Севским, Калужским, Низовским, 24-м и 26-м егерскими, полэскадрона Митавских драгун, полусотней казаков и 4 орудиями.
Сандельс, с 3000 человек и 8 орудиями, стоял при Хёрнефорсе, позади реки Гёрне, впереди которой был его авангард.

## Ход сражения
В 23:00 Калужский полк внезапно атаковал неприятельский авангард майора Эрнрота, опрокинул его и, настойчиво преследуя, на его плечах перебежал мост через речку Гёрне.
Не доходя нескольких километров до Хёрнефорса, Казачковский разделил свой отряд на две части: с полками Севским, Калужским и 24-м егерским он пошёл большой дорогой, а подполковника Карпенко послал с 26-м егерским полком вправо, в дремучий лес, в обход левого фланга шведов. В резерве был оставлен Низовский полк. Исполнению этого плана благоприятствовал густой туман и крайняя беспечность шведов, не наблюдавших за лесом.
Нападение оказалось для неприятеля неожиданным; сбив заставы, русские начали теснить противника, пришедшего в беспорядок и смятение. Попытка Сандельса устроить войска за мостом не удалась, и он начал отводить их назад, а для прикрытия отступления назначил батальон известного партизана Дункера. Последний мужественно отстаивал каждую пядь земли, но когда Сандельс послал Дункеру приказание отступить возможно скорее, он уже был отрезан колонной Карпенко. На предложение сдаться Дункер ответил залпом; тяжело раненый он умер через несколько часов.
Основные силы Сандельса в беспорядке отступили на 20 км к Ленгеде. 

## Потери
У Казачковского выбыло из строя 180 человек. В плен взято 5 шведских офицеров и 125 нижних чинов.

## Итоги
Несмотря на тактический успех при Гернефорсе окончательная точка в войне еще не была поставлена. Русский флот не чувствовал себя хозяином в Балтийском море, что затрудняло снабжение экспедиционного корпуса. Главнокомандующим "заморской армией" вместо Алексеева стал Каменский, которому в августе предстояло сразиться с десантом Вахтмейстера.